# You Are the Sunshine of My Life
〈You Are the Sunshine of My Life〉는 스티비 원더가 1973년 발표한 싱글이다. 이 곡은 원더가 빌보드 핫 100 차트에서 세 번째 1위 싱글이 되었고, 이지 리스닝 차트에서 첫 1위가 되었다. 원더는 그래미상 최우수 남성 팝 보컬상을 받았으며, 올해의 레코드상과 올해의 노래상 모두 후보에 올랐다. 이 곡은 1972년 음반 《Talking Book》에서 발매된 두 번째 싱글로(〈Superstition〉에 따름), 3주 동안 R&B 차트 1위에 머물렀다.
《롤링 스톤》은 이 곡을 "역사상 가장 위대한 노래 500곡" 중 287위로 선정했다.
곡의 처음 두 줄은 원더가 아니라 짐 길스트랩이 부르고, 라니 그로브스는 다음 두 줄을 부른다. 길스트랩과 그로브스는 글로리아 보리와 함께 백 보컬도 제공한다. 이 곡의 싱글 버전은 믹스에 호른이 더해진 음반 버전과 다르다. 이 버전은 또한 최고의 히트 컴필레이션 음반 《Stevie Wonder's Original Musiquarium I》(1982년)에 포함되어 있다.